# Гаджиев, Кудрят Курбан оглы
Кудрят Курбан оглы Гаджиев (азерб. Qüdrət Qurban oğlu Hacıyev; 1 июля 1908, Аликасымлы, Бакинская губерния — ?) — советский азербайджанский хлебороб, Герой Социалистического Труда (1950).

## Биография
Родился 1 июля 1908 года в селе Аликасымлы Ленкоранского уезда Бакинской губернии (ныне Джалилабадский район Азербайджана).
С 1937 года бригадир трактористов совхоза, бригадир тракторной бригады Астрахан-Базарской МТС, с 1956 года слесарь совхоза имени Ази Асланова Джалилабадского района. В 1949 году в обслуживаемых колхозах собрал машиной урожай пшеницы 22,6 центнеров с гектара на площади 200 гектаров. Указом Президиума Верховного Совета СССР от 17 августа 1950 года за получение высоких урожаев пшеницы в 1949 году Гаджиеву Кудряту Курбан оглы присвоено звание Героя Социалистического Труда с вручением ордена Ленина и золотой медали «Серп и Молот».
Активно участвовал в общественной жизни Азербайджана. Член КПСС с 1940 года. С 1968 года пенсионер союзного значения.